# One Piece: Pirate Warriors 2
One Piece: Pirate Warriors 2 (ワンピース: 海賊無双2 Wan Pisu: Kaizoku Muso Tsu?) es un videojuego para la consola PlayStation 3 y  PS Vita (únicamente disponible en Japón) basado en el manga One Piece y su adaptación de anime. Se trata de la segunda entrega de la serie de videojuegos One Piece: Pirate Warriors lanzado para PlayStation 3 en 2013. El juego incluye nuevos personajes, nuevas sagas y un nuevo conjunto de ataques y combos entre otras muchas novedades.

## Historia
La historia se sitúa justo después del salto temporal de dos años que tiene lugar tanto en el manga original como en la serie de animación. Es por ello que Luffy, Zoro, Nami y el resto de personajes aparecen con la apariencia de esta nueva parte de la obra. Al contrario que su antecesor, esta continuación no sigue los acontecimientos narrados en la historia creada por Eiichiro Oda, sino que cuenta con una trama totalmente original, elaborada por el mismo autor, en la que aparecen enemigos del pasado y otros personajes que no aparecieron en la anterior entrega.
Los Piratas del Sombrero de Paja descubren en unas instalaciones secretas del Gobierno Mundial unos misteriosos diales púrpuras. Al examinarlos, estos empiezan a desprender una especie de niebla oscura capaz de envilecer a las personas que entran en contacto con ella. Luffy contemplara como todos los miembros de su tripulación , excepto Nami, se vuelven en su contra. Por si fuera poco, una alianza de grandes piratas encabezada por Barbanegra y Gekko Moriah planea robar esta arma y utilizarla para conquistar el mundo. Luffy deberá hacer frente a esta nueva amenaza a la vez que intenta devolver a sus amigos a la normalidad.

## Jugabilidad
La dinámica del juego sigue la misma línea que su predecesor. Antes de comenzar cada capítulo del modo principal, elegimos a nuestro personaje de entre el extenso plantel que podemos manejar. Cada uno de ellos posee ataques diferentes y poderes de mayor o menor alcance, siendo un reto el llegar a sacar el máximo partido de cada personaje a lo largo de la aventura. Una vez elegido a nuestro héroe (o heroína), debemos conducirlo a lo largo de amplios niveles sacados brillantemente del universo de One Piece mientras combatimos contra centenares de enemigos que no nos dejan ni un segundo de respiro. En determinados momentos de la batalla, se nos presentan pequeñas misiones que debemos realizar para poder avanzar con éxito, como alcanzar una determinada zona, ayudar a un compañero o derrotar a un enemigo concreto. Al final del nivel, nos espera el correspondiente enemigo final al que debemos vencer.

## Personajes
One Piece: Pirate Warriors 2 cuenta con un total de 36 personajes jugables (37 si se cuentan por separado las dos versiones de Marshall D. Teach) y 19 personajes secundarios adicionales que actúan de apoyo durante el juego. 

### Personajes jugables
- Monkey D. Luffy (Antes y después del Salto Temporal)
- Roronoa Zoro (Antes y después del Salto Temporal)
- Nami (Antes y después del Salto Temporal)
- Usopp (Antes y después del Salto Temporal)
- Sanji (Antes y después del Salto Temporal)
- Tony Tony Chopper (Antes y después del Salto Temporal)
- Nico Robin (Antes y después del Salto Temporal)
- Franky (Antes y después del Salto Temporal)
- Brook (Antes y después del Salto Temporal)
- Enel
- Bartholomew Kuma
- Perona (Tras el Salto Temporal)
- Boa Hancock
- Jinbei (Tras el Salto Temporal)
- Trafalgar Law (Tras el Salto Temporal)
- Smoker (Tras el Salto Temporal)
- Sakazuki
- Borsalino (Tras el Salto Temporal)
- Kuzan (Tras el Salto Temporal)
- Monkey D. Garp
- Crocodile
- Dracule Mihawk
- Buggy
- Edward Newgate
- Portgas D. Ace
- Marco
- Marshall D. Teach (Con el poder de una o dos Frutas del Diablo)

### Personajes de apoyo
- Jozu
- Vista
- Emporio Ivankov
- Galdino
- Bentham
- Arlong
- Hatchan
- Kaku
- Jabra
- Rob Lucci
- Blueno
- Don Krieg
- Lapahns
- Wapol
- Minotauro
- Hannyabal
- Magellan
- Gekko Moriah
- Sentoumarou

## Localizaciones
- Arabasta
- Enies Lobby
- Impel Down
- Orange Town
- Water 7
- Marineford
- Archipiélago Sabaody
- Isla de Drum
- Restaurante Baratie
- Villa Cocoyashi
- Skypiea
- Thriller Bark
- Punk Hazard